# 닭꼬치

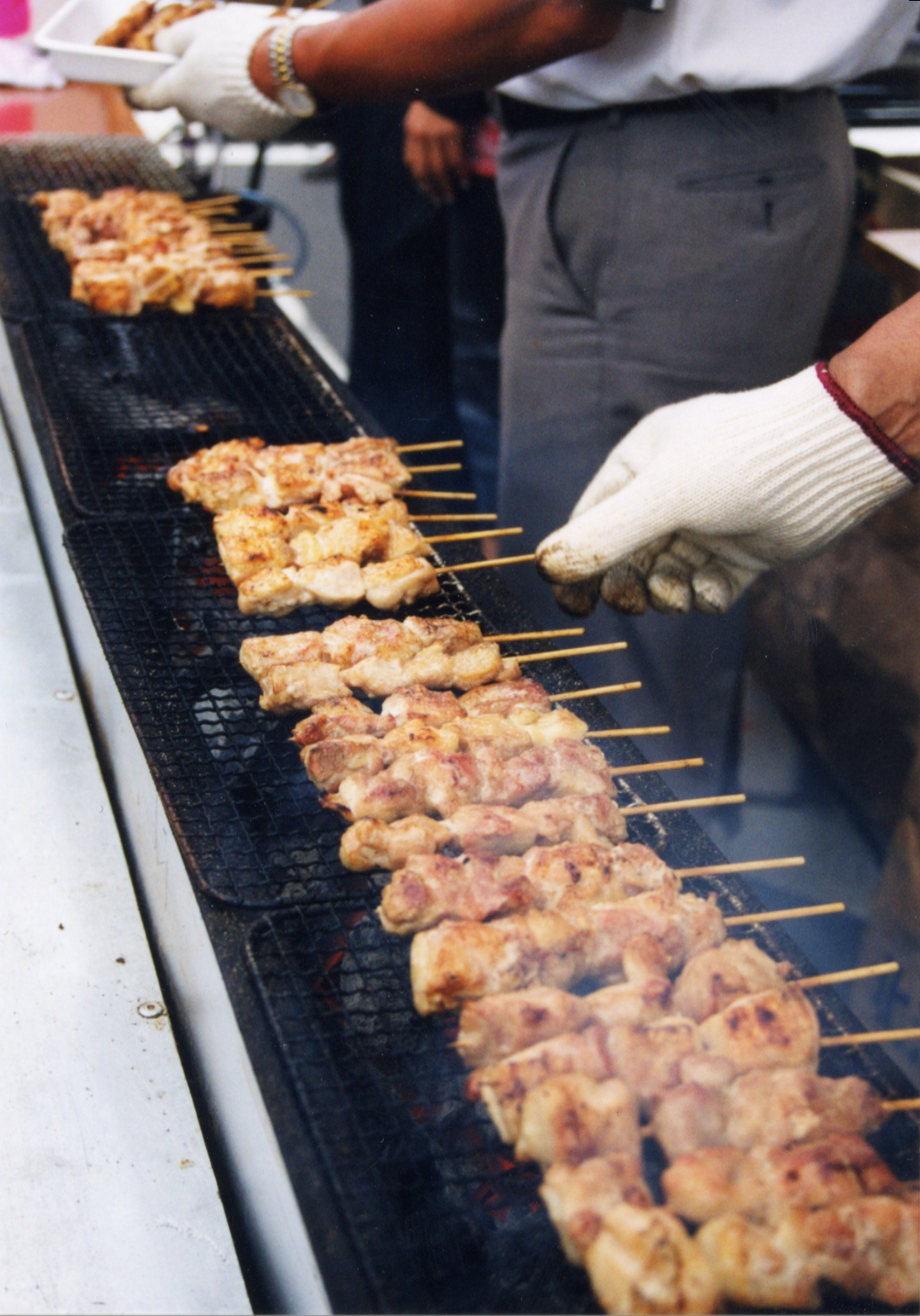
닭꼬치를 요리하고 있는 모습

닭꼬치는 대한민국의 길거리 음식으로, 닭고기를 꼬치에 꿰어서 만든 음식이다. 조리 후에 고기는 타레나 소금으로 양념하는 것이 보통이다. 예전에는 닭똥집으로 불리는 모래주머니를 꿰어서 소금구이로 팔았으나 최근에는 닭고기를 길게 꿴 후 구워서 판다. 그리고 튀김옷을 입힌 후, 바삭하게 튀겨서 튀김옷 덩어리를 팔기도 한다. 소스를 바르기도 한다. 주로 닭가슴살이나 닭다리살로 만든다.

## 같이 보기
- 시시 타부크
- 야키토리
- 주제 케밥